# Empoasca ricei
Empoasca ricei är en insektsart som beskrevs av Irena Dworakowska och Pawar 1974. Empoasca ricei ingår i släktet Empoasca och familjen dvärgstritar.
Artens utbredningsområde är Filippinerna. Inga underarter finns listade i Catalogue of Life.